# Akihito futuna
Akihito futuna är en fiskart som beskrevs av Keith, Marquet och Watson 2008. Akihito futuna ingår i släktet Akihito och familjen smörbultsfiskar. IUCN kategoriserar arten globalt som akut hotad. Inga underarter finns listade i Catalogue of Life.